# Faty Papy
Faty Papy (Bujumbura, 18 settembre 1990 – Piggs Peak, 25 aprile 2019) è stato un calciatore burundese, di ruolo centrocampista.

## Biografia
È scomparso nel 2019 all'età di 28 anni per un infarto durante una partita fra i Bidvest  Wits e i Malanti Chiefs. Gli era stato diagnosticato un problema cardiaco ma aveva proseguito la carriera agonistica nonostante il parere contrario dei medici.

## Carriera

### Club
Dopo aver giocato nelle giovanili dell'Inter Star, nel 2007 debutta in prima squadra. Nel 2008 si trasferisce in Turchia, al Trabzonspor. Nel 2009 viene ceduto in prestito nei Paesi Bassi, al MVV Maastricht. Rientrato dal prestito, milita per un'altra stagione al Trabzonspor, senza scendere mai in campo. Nel 2011 viene acquistato a titolo definitivo dai ruandesi dall'APR. Nel 2012 si trasferisce in Sudafrica, al Bidvest  Wits.

### Nazionale
Debutta in Nazionale il 1º giugno 2008, in Burundi-Seychelles. Segna la sua prima rete con la maglia della Nazionale il 26 marzo 2011, in Ruanda-Burundi.

## Palmarès

### Club

#### Competizioni nazionali
- Burundi Premier League: 1

Inter Sport: 2008
- Supercoppa di Turchia: 1

Trazbonspor: 2010
- Primus National Football League: 2

APR Kigali: 2011, 2012
- Campionato sudafricano: 1

Bidvest Wits: 2016-2017
- Coppa di Lega sudafricana: 1

Bidvest Wits: 2017